# Luís I, o Piedoso
Luís I (Cassinogilum, 778 – Ingelheim am Rhein, 20 de junho de 840), também conhecido como Luís, o Piedoso ou Luís, o Justo, foi o Rei dos Francos e Imperador dos Romanos de 814 até sua morte.
Como único filho adulto sobrevivente de Carlos Magno e de Hildegarda de Vinzgouw, tornou-se o único governante dos francos após a morte de seu pai em 814, uma posição que ocupou até à sua morte, salvo pelo período de 833-34, durante o qual ele foi deposto.
Reinou sobre a Aquitânia durante o reinado de seu pai, onde Luís foi encarregado da defesa da fronteira sudoeste do império. Ele conquistou Barcelona aos muçulmanos em 801 e afirmou a autoridade franca sobre Pamplona e sobre os bascos do sul dos Pirenéus, em 812. Como imperador, ele incluiu os seus filhos adultos, Lotário, Pepino, e Luís, no governo e procurou estabelecer uma divisão adequada do reino entre eles. A primeira década de seu reinado foi marcada por várias tragédias e constrangimentos, nomeadamente, o tratamento brutal de seu sobrinho Bernardo de Itália, o qual Luís expiou num ato público de auto-humilhação.
Nos anos entre 830 e 840 o seu império foi devastado pela guerra civil entre os seus filhos, apenas exacerbadas pelas tentativas de Luís para incluir o seu filho Carlos da sua segunda esposa nos planos de sucessão. Embora o seu reinado terminasse com uma nota alta, com a ordem em grande parte restaurada no seu império, que foi seguido por três anos de guerra civil. Luís é geralmente comparado desfavoravelmente ao seu pai, apesar de os problemas que ele enfrentou serem diferentes.

## Nascimento e reino na Aquitânia

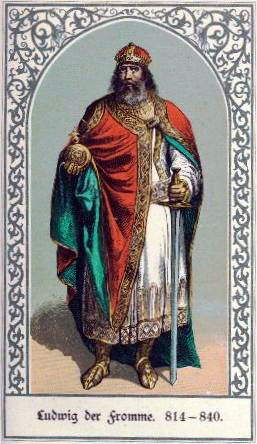
Luís I, o Piedoso.

Luís nasceu enquanto o seu pai Carlos Magno estava em campanha na Espanha, na vila carolíngia de Cassinogilum, de acordo com Einhard e o cronista anónimo chamado Astronomus; o lugar é geralmente identificado com Chasseneuil, perto de Poitiers. Foi o terceiro filho de Carlos Magno e da sua esposa Hildegarda. O seu avô foi Pepino, o Breve.
Luís foi coroado rei da Aquitânia em criança em 781 e enviado para aquela região com um regente e um tribunal. Carlos Magno constituiu um sub-reino, a fim de proteger a fronteira do seu reino após a guerra destrutiva contra os aquitanos e bascos sob Waifer (capitularam em 768) e mais tarde Hunaldo II, que culminou na desastrosa batalha de Roncesvalles (778). Carlos Magno queria que seu filho Luís crescesse na área onde estava a reinar. No entanto, em 785, cauteloso com os hábitos que seu filho adquiriu Aquitânia, Carlos Magno mandou chamá-lo da Aquitânia e Luís apresentou-se no Conselho Real de Paderborn vestido com trajes bascos, juntamente com outros jovens com a mesma peça de roupa, o que pode ter causado uma boa impressão em Toulouse, já que os bascos de Vascônia foram um dos pilares do exército da Aquitânia.
Em 794, Carlos Magno estabeleceu quatro ex-vilas galo-romanas para Luís, com pensamento de que ele tomaria uma de cada vez como residência de inverno: Doué-la-Fontaine na Anjou de hoje, Ebreuil em Allier, Angeac-Charente, e o disputado Cassinogilum. A intenção de Carlos Magno era ver todos os seus filhos educados como nativos de seus territórios, vestindo o traje nacional da região e governando pelos costumes locais. Eram assim as crianças enviadas para os seus respectivos reinos em tão tenra idade. Cada reino tinha a sua importância em manter alguma fronteira, Luís foi o do Marco espanhol. Em 797, Barcelona, a maior cidade da Marca, caiu para os francos quando Zeid, o seu governador, se rebelou contra Córdova e, na sua falta, entregou  a eles. O Califado Omíada recapturou-a em 799. No entanto, Luís marchou com todo o exército do seu reino, incluindo gascões, com o duque Sancho I da Gasconha, provençais sob Leibulfo, conde da Provença, e godos sob o conde Bera de Barcelona, nos Pirenéus e sitiada por dois anos, no inverno de 800-801, quando se rendeu. Aos filhos não foi dada a independência da autoridade central, no entanto, e Carlos Magno enraizava neles os conceitos de império e unidade, enviando-os em expedições militares longe das suas bases. Luís fez campanha no Mezzogiorno italiano contra os beneventos pelo menos uma vez.
Luís foi um dos três filhos legítimos de Carlos Magno a sobreviver à infância, incluindo o seu irmão gêmeo, Lotário. Segundo o costume franco, Luís esperava compartilhar a sua herança com os seus irmãos, Carlos, o Jovem, o rei da Nêustria, e Pepino, rei da Itália. No Divisio Regnorum de 806, Carlos Magno havia proposto Carlos, o Jovem, como seu sucessor como imperador e rei chefe, governando o coração franco da Nêustria e Austrásia, dando Pepino a Coroa de Ferro da Lombardia, que Carlos Magno possuiu pela conquista. Ao reino de Luís na Aquitânia, foram acrescentadas Septimânia, Provença, e parte da Borgonha.
Contudo, quando morreram os outros filhos legítimos de Carlos Magno, Pepino, rei da Itália (810) e Carlos, rei da Nêustria (811), Luís foi coroado co-imperador junto com seu pai, em 813. Quando o seu pai morreu em 814, ele herdou o reino dos francos e todas as suas possessões (com a única exceção da Itália, que se manteve dentro do império de Luís, mas sob o domínio direto de Bernardo, o filho de Pepino).

## Imperador
Ele estava na sua casa de campo de Doué-la-Fontaine, Anjou, quando recebeu a notícia da morte de seu pai. Apressando-se para Aquisgrano, coroou-se e foi proclamado pelos nobres com gritos de Vivat Imperator Ludovicus.
No seu primeiro modelo de cunhagem, que ocorreu desde o início de seu reinado, ele imitou a cunhagem do retrato de seu pai, Carlos Magno, dando uma imagem de poder imperial e prestígio num eco de glória romana. Rapidamente decretou uma "limpeza moral", tendo enviado todas as suas irmãs solteiras para conventos, renunciando ao seu uso diplomático como noivas de reféns em favor da segurança de evitar as complicações que poderosos cunhados pode trazer. Ele poupou os seus meio-irmãos ilegítimos e tonsurou os primos de seu pai, Adalardo e Vala, fechando-os em Noirmoutier e Corbie, respectivamente, apesar de lealdade inicial deste último.
Os seus principais conselheiros foram Bernardo de Septimânia e Ebo, arcebispo de Reims. Este último, nascido um servo, foi criado por Luís para esse cargo, mas ingratamente traiu-o mais tarde. Ele manteve alguns dos ministros de seu pai, como Elisacar, abade de São Maximino perto de Tréveris, e Hildeboldo, Arcebispo de Colónia. Mais tarde, ele substituiu Elisachar por Hildwin, como abade de muitos mosteiros.
Ele também empregou Bento de Aniane (o "Segundo Bento"), um visigodo septimaniano e fundador monástico, para que este o ajudasse a reformar a igreja Franca. Uma das principais reformas de Bento foi assegurar que todas as casas religiosas no reino de Luís aderiam à Regra de São Bento, nomeada pelo seu criador, Bento de Núrsia (480-550), o "Primeiro Bento".
Em 816, o Papa Estêvão IV, que sucedeu ao Papa Leão III, visitou Reims e novamente coroou Luís. Assim, o imperador fortaleceu o papado, reconhecendo a importância do papa em coroações imperiais.

### Ordinatio imperii
Na Quinta-Feira Santa de 817, Luís e a sua corte atravessavam uma galeria de madeira da catedral para o palácio em Aquisgrano quando a galeria desabou, matando muitos. Luís, mal tendo sobrevivido e sentindo o perigo iminente de morte, começou a planear a sua sucessão; assim, três meses depois, emitiu um Ordinatio Imperii, um decreto imperial que estabeleceu os planos para uma sucessão ordenada. Em 815, ele já tinha dado a seus dois filhos mais velhos uma participação no governo, quando enviou Lotário e Pepino para governar a Baviera e Aquitânia, respectivamente, embora sem os títulos reais. Agora, ele passou a dividir o império entre os seus três filhos e o seu sobrinho, Bernardo de Itália:
- Lotário foi proclamado e coroado co-imperador em Aquisgrano por seu pai.  A ele foi prometida a sucessão para a maioria dos domínios francos (excluindo as exceções abaixo), e seria o senhor de seus irmãos e primõ;
- Pepino foi proclamado rei da Aquitânia, o seu território, incluía também a Gasconha, a marca à volta de Toulouse, e os municípios de Carcassonne, Autun, Avallon e Nevers;
- Luís, o filho mais novo, foi proclamado rei da Baviera e das marcas vizinhas;
- Bernardo, o filho do filho de Carlos Magno, Pepino de Itália, foi confirmado como rei da Itália, um título que ele tinha sido autorizado a herdar de seu pai, Carlos Magno.

Se um dos reis subordinados morresse, ele seria sucedido por seus filhos. Se ele morresse sem filhos, Lotário iria herdar o seu reino. No caso de Lotário morrer sem filhos, um dos filhos mais jovens de Luís seria escolhido para substituí-lo perante "o povo". Acima de tudo, o império não seria dividido: o Imperador iria governar supremo sobre os reis subordinados, cuja obediência a ele era obrigatória.
Com este acordo, Luís tentou combinar o seu sentido de unidade do Império, apoiado pelo clero, e, ao mesmo tempo, oferecer vagas para todos os seus filhos. Em vez de tratar os seus filhos igualmente em status e terras, ele elevou o seu filho primogénito Lotário acima dos seus irmãos mais novos e deu-lhe a maior parte do Império.

### Rebelião de Bernardo e penitência de Luís
O ordinatio imperii de Aquisgrano deixou Bernardo de Itália numa situação incerta e numa posição subordinada como rei de Itália, começou a conspirar para declarar a independência ao saber disso. Luís imediatamente dirigiu o seu exército para a Itália, e dirigiu-se para Chalon-sur-Saône. Intimidado pela ação rápida do imperador, Bernardo encontrou-se com o seu tio em Chalon, sob convite, e rendeu-se. Foi levado para Aquisgrano por Luís, que o havia julgado e condenado à morte por traição. A sentença de Luís foi alterada para cegueira, e esta foi devidamente realizada; Bernardo não sobreviveu à provação, no entanto só morreu após dois dias de agonia. Outros também sofreram: Teodulfo de Orléans, em eclipse desde a morte de Carlos Magno, foi acusado de ter apoiado a rebelião, e foi metido numa prisão monástica, mas morreu logo depois - envenenado, segundo rumores. O destino de seu sobrinho marcou profundamente a consciência de Luís para o resto da sua vida.
Em 822, como um homem profundamente religioso, Luís realizou uma penitência por causar a morte de Bernardo, no seu palácio de Attigny perto de Vouziers nas Ardenas, antes do  Papa Pascoal I, e de um conselho de eclesiásticos e nobres do reino que tinham sido convocados para a reconciliação de Luís com seus três meio-irmãos mais jovens, Hugo a quem ele fez abade de St-Quentin, Drogo a quem ele logo fez Bispo de Metz, e Teodorico. Este ato de contrição, em parte na emulação de Teodósio I, teve o efeito de reduzir extremamente o seu prestígio como governante franco, pois ele também recitou uma lista de delitos menores sobre os quais nenhum governante secular da época teria levado qualquer aviso prévio. Ele também cometeu o erro flagrante de libertar Wala e Adalardo das suas prisões monásticas, colocando o primeiro numa posição de poder na corte de Lotário e o último numa posição na sua própria casa.

### Guerras de fronteira
No início do reinado de Luís, as muitas tribos - Dinamarqueses, Obotrites, eslovenos, bretões, bascos - que habitavam as suas fronteiras ainda estavam admirados com o poder do imperador dos francos e não se atreviam, por isso, a provocar qualquer problema. Em 816, no entanto, os Sorábios rebelaram-se e foram rapidamente seguido por Slavomir, chefe dos Obotrites, que foi capturado e abandonado pelo seu próprio povo, sendo substituído por Ceadrag em 818. Contudo, Ceadrag também se revoltou contra os francos em aliança com os Dinamarqueses, que estavam a tornar-se a maior ameaça dos francos num curto espaço de tempo.
A maior ameaça eslava estava a reunir-se a sudeste. Lá, Luís da Posávia, duque de Panônia, assaltava a fronteira nos rios Drava e Sava. O marquês de Friul, Cadola, foi enviado contra ele, mas morreu em campanha e, em 820, o seu marquesado foi invadido por eslovenos. Em 824, várias tribos eslavas do noroeste da Bulgária reconheceram a autoridade de Luís e após a sua relutância em resolver a questão pacificamente com o governante búlgaro Omurtague, em 827 atacaram os francos na Panónia e recuperaram as suas terras.
No extremo limite sul do seu grande reino, Luís teve que controlar os príncipes lombardos de Benevento, os quais Carlos Magno nunca subjugou.
Na fronteira do sudoeste, os problemas começaram cedo, quando em 812, Luís, o Piedoso atravessou os Pirenéus ocidentais "para resolver problemas" em Pamplona. A expedição seguiu para o norte, onde ele escapou por pouco a uma tentativa de emboscada organizada pelos bascos na passagem de Roncevaux, graças às precauções que Luís tomou, ou seja, reféns. Séguin, duque da Gasconha, foi então deposto por Luís em 816, possivelmente por não suprimir ou por colaborar com a revolta basca no sul dos Pirenéus ocidentais, assim desencadeando um levante basco que foi devidamente derrubado pelo imperador franco em Dax. Seguin foi substituído por Lupo III, que foi desapossado em 818 pelo imperador. Em 820, uma assembleia de Quierzy-sur-Oise decidiu enviar uma expedição contra o Emirado de Córdova. Contudo, Hugo, conde de Tours, e Matefrido, conde de Orléans, foram lentos a agir e a expedição não deu em nada.

### Primeira Guerra Civil
Em 818, Luís voltava de uma campanha pela Bretanha, quando foi saudado pela notícia da morte de sua esposa, Ermengarda. Ermengarda era filha do duque de Hesbaye. Luís era próximo de sua esposa, que tinha sido envolvida na formulação de políticas. Dizia-se que ela tinha desempenhado um papel na morte de seu sobrinho e o próprio Luís acreditava que a sua própria morte era um castigo divino por este evento. Foram necessários muitos meses para que seus cortesãos e conselheiros o convencessem a casar novamente, mas eventualmente ele o fez, em 820, com Judite, filha de Guelfo, conde de Altdorf. Em 823, Judite deu à luz um filho, que foi chamado de Carlos.
O nascimento deste filho prejudicou a divisão de Aquisgrano, já que as tentativas de Luís em deixar ao seu quarto filho conhecido encontraram resistência acirrada de seus filhos mais velhos, e as duas últimas décadas do seu reinado foram marcadas por uma guerra civil.
Em Worms em 829, Luís deu a Alemânia a Carlos, com o título de rei ou duque, enfurecendo assim o seu filho e co-imperador Lotário, cujo prometida ação foi diminuída. Uma insurreição estava prestes a acontecer. Com a insistência do vingativo Vala e a cooperação dos seus irmãos, Lotário acusou Judite de ter cometido adultério com Bernardo de Septimânia, sugerindo mesmo que Bernardo seria o verdadeiro pai de Carlos. Ebbo e Hildwin abandonaram o imperador neste altura, Bernardo havia subido para níveis maiores do que qualquer um deles. Agobardo, Arcebispo de Lyon, e Jesse, bispo de Amiens, também, se opuseram à redivisão do império e emprestaram seu prestígio episcopal aos rebeldes.
Em 830, por insistência de Vala de que Bernardo de Septimânia estaria conspirando contra ele, Pepino da Aquitânia liderou um exército de gascões, com o apoio de magnatas neustrianos, todo o caminho para Paris. Em Verberie, Luís, o Germânico juntou-se a ele. Naquela época, o imperador voltou de outra campanha na Bretanha para encontrar o seu império em guerra contra si mesmo. Ele marchou até Compiègne, uma antiga cidade real, antes de ser cercado pelas forças de Pepino e capturado. Judite foi presa em Poitiers e Bernardo fugiu para Barcelona.
Então Lotário finalmente partiu com um grande exército Lombardo, mas Luís havia prometido a seus filhos, Luís, o Germânico e Pepino de Aquitânia grandes partes da herança, levando-os a mudar a lealdade em favor do pai. Quando Lotário tentou convocar um conselho geral do reino, em Nimegue, no coração da Austrásia, os austrasianos e os renanos vieram com uma sequência de fixadores armados, e os filhos desleais foram obrigados a libertar o seu pai e a curvar-se perante os seus pés (831). Lotário foi perdoado, mas desonrado e banido para Itália. Pepino voltou à Aquitânia e Judite - depois de ter sido forçada a humilhar-se com um juramento solene de inocência - à corte de Luís. Só Vala foi severamente reprimido, fazendo o seu caminho para um mosteiro isolado nas margens do lago de Genebra. Embora Hilduíno, abade de Saint Denis, tenha sido exilado para Paderborn e Elisacar e Matefrido foram privados das suas honras no norte dos Alpes; eles não perderam a sua liberdade.

### Segunda Guerra Civil
A revolta seguinte ocorreu apenas dois anos depois (832). O desafeto Pepino foi convocado para a corte de seu pai, onde foi tão mal recebido, que saiu contra as ordens de seu pai. Imediatamente, temendo que Pepino seria incitado à revolta pelos seus nobres e desejando reformar a sua moral, Luís, o Piedoso convocou todas as suas forças para que se reunissem na Aquitânia na preparação de uma revolta, mas Luís, o Germânico conquistou um exército de aliados eslavos e conquistou a Suábia diante do imperador sem que este pudesse reagir. Mais uma vez o velho Luís dividiu o seu vasto reino. Em Jonac, declarou Carlos, rei da Aquitânia e privou Pepino, restaurando todo o resto do império a Lotário, ainda não envolvido na guerra civil. Lotário estava, no entanto, interessado em usurpar a autoridade do seu pai. Os seus ministros tinham estado em contacto com Pepino e podem-no ter convencido ele e a Luís, o germânico a se rebelar, prometendo-lhe a Alemânia, o reino de Carlos.
Rapidamente Lotário, com o apoio do Papa Gregório IV, a quem ele havia confirmado no cargo sem o apoio de seu pai, juntou-se à revolta em 833. Enquanto Luís estava em Worms reunindo uma nova força, Lotário marchou para norte. Luís marchou para o sul. Os exércitos encontraram-se nas planícies do Rothfeld. Lá, Gregório conheceu o imperador e pode ter tentado semear a discórdia entre suas fileiras. Rapidamente a maioria do exército de Luís tinha evaporado diante dos seus olhos, tendo este ordenado aos seus poucos seguidores que partissem, porque "seria uma pena se alguém perdesse a vida ou sofresse ferimentos graves por minha causa." O imperador resignado foi levado para São Médard de Soissons, o seu filho Carlos para Prüm, e a rainha para Tortona. O espectáculo desprezível de deslealdade e dissimulação conferiu ao local o nome de Campo de Mentiras, ou Lügenfeld ou Campos Mendácios (Campus Mendacii), ubi plurimorum Fidelitas exstincta est.
A 13 de novembro de 833, Ebo de Reims presidiu a um sínodo na Igreja de Santa Maria, em Soissons que depôs Luís e o obrigou a confessar publicamente vários crimes, nenhum dos quais ele tinha, de fato, cometido. Em troca, Lotário deu a Ebo a Abadia de Saint Vaast. Homens como Rábano Mauro, os meio-irmãos mais jovens de Luís, Drogo e Hugo, e Ema, irmã de Judite e nova esposa de Luís, o Germânico, trabalharam com o Luís mais jovem, para que este fizesse as pazes com o pai, para o bem da unidade do império. A humilhação a que Luís foi então sujeito em Notre Dame, na Compiègne voltou os barões leais de Austrásia e Saxónia contra Lotário, e este fugiu para a Borgonha. Luís foi restaurada no ano seguinte, a 1 de março 834.
No retorno de Lotário a Itália, Vala, Jesse, e Matfrido, anteriormente conde de Orleães, morreram de peste e, a 2 de fevereiro 835, o Sínodo de Thionville depôs Ebo, Agobardo, Bernardo, bispo de Vienne, e Bartolomeu, arcebispo de Narbona. Lotário também adoeceu; as circunstâncias tinham tornado Luís completamente favorável mais uma vez.
Em 836, no entanto, a família fez as pazes e Luís restaurou Pepino e Luís, privou Lotário de salvar a Itália, e deu a Carlos numa nova divisão, o que lhe tinha dado na dieta de Crémieu. Nessa altura, os viquingues aterrorizaram e saquearam Utreque e Antuérpia. Em 837, subiram o Reno, até Nimegue, e o seu rei, Rodrigo, exigiu um pagamento por alguns dos seus seguidores mortos em expedições anteriores, antes de Luís, o Pio reunir uma força enorme e marchar contra eles. Eles fugiram, mas não seria a última vez que atormentariam as costas do norte. Em 838, chegaram a afirmar a soberania sobre Frísia, mas um tratado foi confirmado entre eles e os francos em 839. Luís, o Piedoso ordenou a construção de uma frota do Mar do Norte e o envio de missi dominici na Frísia para estabelecer a soberania franca lá.

### Terceira Guerra Civil
Em 837, Luís coroou Carlos como rei sobre todos da Alemânia e Borgonha e deu-lhe uma porção da terra do seu irmão, Luís. Luís, o Germânico rapidamente se levantou em revolta, e o imperador re-dividiu o seu reino de novo em Quierzy-sur-Oise, dando a todos terras do jovem rei da Baviera, salvando ele próprio a Baviera para Carlos.
Quando o seu filho Pepino morreu, em 838, Luís o Piedoso declarou o seu filho mais novo Carlos (que viria a ser conhecido como Carlos o Calvo) o novo rei da Aquitânia, mas os nobres decidiram apoiar o filho de Pepino Pepino II da Aquitânia. Quando Luís morreu, a disputa mergulhou os irmãos numa guerra civil que só teve fim em 843 com a assinatura do Tratado de Verdun. A disputa sobre a Aquitânia, no entanto, só teve fim em 860.

## Relações familiares
Foi filho de Carlos Magno (c. 742 — 28 de janeiro de 814) rei dos francos entre 768 e imperador do ocidente (Imperatur Romanorum) entre 800 até a sua morte em 814 e da sua terceira esposa, a rainha Hildegarda de Vintschgaua (757 ou 758 — 30 de abril de 783 ou 784), filha de Geraldo I de Vintzgau e de Ema da Alemanha.
Casou por duas vezes, a 1ª com Ermengarda de Hesbaye (794 — 798), filha de Ingermano de Hesbaye e de Edviges de Baviera, de quem teve:
1. Lotário I[6] (795 — Prüm, 29 de Setembro de 855), casado com Ermengarda de Orleães e Tours (821 — 29 de setembro de 851), filha de Hugo III de Tours (ca. 765 — 20 de outubro de 837) e de Eva de Auxerre;
2. Pepino I da Aquitânia (797 — 13 de setembro de 838), casado por duas vezes, a 1ª com Ingeltrude de Madrie e a 2ª com Ringarda;
3. Rotruda (c. 800 - 841) casou com Gerardo de Auvérnia;
4. Hildegarda (c. 802 - 857) casada com o marido da irmã, depois da morte desta: Gerardo de Auvérnia;
5. Luís II, o Germânico[7] (804 — 28 de setembro de 876) casado com Ema da Baviera.

O segundo casamento foi com Judite da Baviera (819 - 20 de junho de 840), filha de Guelfo I de Altdorf (778 — 3 de setembro de 825) e de Edviges da Baviera (775 — 833), filha de Otão da Saxônia e de Ema de Anglachgau, de quem teve:
1. Gisela de França (ca. 820 — 1 de julho de 874) casou com Eberardo de Friul (820 — 869);
2. Carlos II de França[8]  "o Calvo" (Frankfurt-am-Main, 13 de junho de 823 — 6 de outubro de 877) casou-se com Ermentrude de Orleães (27 de setembro de 823 — 6 de outubro de 869), filha de Odo I de Orleães (? — 834), Conde de Orleães, em 842, no entanto ela morreu em 869. Em 870, Carlos II voltou a casar, desta feita com Riquilda de Provença (845 — 2 de junho de 910), filha de Bivini de Gorze (810 — 863), descendente de uma família nobre de Lorena.